# Scopula proxima
Scopula proxima är en fjärilsart som beskrevs av Butler 1886. Scopula proxima ingår i släktet Scopula och familjen mätare. Inga underarter finns listade.